# کریب پوینت، ویکتوریا
کریب پوینت (به انگلیسی: Crib Point) یک منطقهٔ مسکونی در استرالیا است که در ویکتوریا (استرالیا) واقع شده‌است.